# Cyprysowiec
Cyprysowiec (×Cupressocyparis) – międzyrodzajowy mieszaniec cyprysika nutkajskiego i różnych gatunków cyprysa, spośród których pierwszym uzyskanym (w 1888) i najbardziej rozpowszechnionym jest cyprysowiec Leylanda. Są to drzewa osiągające ok. 30 m wysokości, przy czym 20 m osiągają już po 25 latach – są najszybciej rosnącymi wśród iglastych.
Gatunki cyprysowców:
- cyprysowiec Leylanda (×Cupressocyparis leylandii (A.B.Jacks. & Dallim.) Dallim.) – mieszaniec cyprysa wielkoszyszkowego i cyprysika nutkajskiego.
- ×Cupressocyparis notabilis A.F.Mitch. – mieszaniec Cupressus arizonica var. glabra i cyprysika nutkajskiego
- ×Cupressocyparis ovensii A.F.Mitch. – mieszaniec Cupressus lusitanica i cyprysika nutkajskiego